# Eclipsea maculapex
Eclipsea maculapex là một loài bướm đêm trong họ Erebidae.